# Райс-Лейк (Вісконсин)
Райс-Лейк (англ. Rice Lake) — місто (англ. city) в США, в окрузі Беррон штату Вісконсин. Населення — 9040 осіб (2020).

## Географія
Райс-Лейк розташований за координатами 45°28′55″ пн. ш. 91°44′45″ зх. д. / 45.48194° пн. ш. 91.74583° зх. д. (45.481941, -91.745772).  За даними Бюро перепису населення США в 2010 році місто мало площу 25,14 км², з яких 22,28 км² — суходіл та 2,85 км² — водойми.

## Демографія
Згідно з переписом 2010 року, у місті мешкало 8438 осіб у 3936 домогосподарствах у складі 2065 родин. Густота населення становила 336 осіб/км².  Було 4239 помешкань (169/км²).
Расовий склад населення:
| - 96,2 % — білих - 0,9 % — корінних американців - 0,8 % — азіатів - 0,3 % — чорних або афроамериканців |

До двох чи більше рас належало 1,3 %. Частка іспаномовних становила 2,4 % від усіх жителів.
За віковим діапазоном населення розподілялося таким чином: 20,6 % — особи молодші 18 років, 58,2 % — особи у віці 18—64 років, 21,2 % — особи у віці 65 років та старші. Медіана віку мешканця становила 41,2 року. На 100 осіб жіночої статі у місті припадало 87,8 чоловіків;  на 100 жінок у віці від 18 років та старших — 84,2 чоловіків також старших 18 років.
Середній дохід на одне домашнє господарство  становив 45 753 долари США (медіана — 36 147), а середній дохід на одну сім'ю — 58 182 долари (медіана — 47 074). Медіана доходів становила 37 807 доларів для чоловіків та 31 623 долари для жінок. За межею бідності перебувало 17,5 % осіб, у тому числі 23,9 % дітей у віці до 18 років та 14,0 % осіб у віці 65 років та старших.
Цивільне працевлаштоване населення становило 3977 осіб. Основні галузі зайнятості: виробництво — 24,0 %, освіта, охорона здоров'я та соціальна допомога — 21,9 %, роздрібна торгівля — 18,7 %.